# クロス・グリーン
クロス・グリーン（Cross Green）は、イングランド, リーズ近郊のオトリー(en)にある多目的スタジアム。現在は、主にラグビーの試合で使用されている。収容人数は5,000。